# Nematalosa flyensis
Nematalosa flyensis är en fiskart som beskrevs av Wongratana, 1983. Nematalosa flyensis ingår i släktet Nematalosa och familjen sillfiskar. Inga underarter finns listade i Catalogue of Life.